# Ануйская крепость
Ану́йская кре́пость — сторожевое укрепление Кузнецко-Колыванской линии, находилась на месте села Ануйское Смоленского района Алтайского края.
В других источниках указано что Ану́йская кре́пость, в Тобольской провинции, Сибирской губернии, состоящая под ведомством го́рода Кузнецка, и это, на начало XX столетия, несуществующая крепостца XVIII столетия, на реке Ануе (приток Оби) в западной Сибири, принадлежащая к Колыванской укреплённой линии.

## История
В 1745 году была построена деревянная крепость на берегу реки Ануе. В другом источнике указано что крепостца была построена в 1747 — 1757 годах, между Иртышем и Телецким озером, для обеспечения русской границы и охраны горных промыслов от нападений джунгарских калмыков и киргиз-кайсаков.
С июня 1756 года в крепости начался массовый приём алтайцев.
Ануйская крепость, как и Катунская, как по своему расположению, так и по силе их оград, мало отличались от форпостов. 
В 1787 году Ануйской крепостце состояло два годных к действию орудия.
В крепости дислоцировались эскадроны Колыванского драгунского полка.
В 1803 году инженерная экспедиция возбудила ходатайство перед императором о передаче в заведование местных властей всей линии, кроме крепостей Бийской и Кузнецкой, однако, передача линии состоялась лишь несколько лет спустя. Ко времени воцарения Всероссийского Императора Николая I в числе штатных крепостей Российской империи ни одной уже не значилась из входивших в линию.

## Строение и состав
Крепостца имела вид прямоугольника, обращенного длинным напольным фасом на восток. Тыльной стороной сооружение частью примыкала к образуемой Ануем луке и здесь ограды не имела. 
Ограда сооружения состояла из заплота, то есть венчатой из бревен стены, 11 фт. высоты, забранной между вертикально поставленными столбами, с прорезанными общими бойницами для ружейной стрельбы и амбразурами для пушечной. К заплоту извне был присыпан земляной вал с внешним рвом, глубиной 7 фт. Впереди рва в пяти саженях ограда была обнесена рядом рогаток, а частью еще и рядом надолб позади их. Внутри крепостцы находились:
- пороховой погреб;
- казармы для гарнизона;
- провиантские магазины;
- обывательские дома.

Сообщение гарнизона с полем поддерживалось через ворота в северной стороне, откуда шла дорога к соседней такой же крепостце Катунской, и стоящей от неё в 21 версте.